# Alidé Sans
Alidé Sans Mas, född 9 mars 1993 i Val d'Aran, är en occitanskspråkig spansk aktivist och sångerska. Hon är dotter till lokalpolitikern Jusèp Loís Sans och sångerskan Lúcia Mas Garcia. Fram till 2020 har hon sjungit in två album.

## Biografi
Alidé Sans blev aktiv inom den occitanska sångkulturen 2012, via låten "Esperança" producerad ihop med hiphop-gruppen SHHNHC.
2013 deltog hon i katalanska festivaler som Barnasants, tillsammans med Enric Hernàez i Rovira, grupperna Escota e Minja och Hestiv'òc från Pau. Samma år sjöng hon den aranesiska folkhymnen vid den officiella invigningen av Kataloniens nationaldag.
I juli 2015 deltog hon i Estivada-festivalen i franska Rodez. Under året presenterades hennes debutalbum, med titeln Eth Paradis ei en tu ('Paradiset är i dig').
2018 kom Sans andra album – Henerècla. I november det året deltog hon i katalanska TV3:s välgörenhetsskiva inför TV-galan Marató de TV3. Där sjöng hon en occitansk version av nova cançó-veteranen Lluís Llachs "Viatge a Ítaca". Under året framträdde hon också på Smithsonian Folklife Festival i Washington D.C., som representant för den occitanska kulturen.
Alidé Sans har hämtat sin inspiration från katalansk rumba, reggae och soul. Detta kombinerar hon med att sjunga på sitt modersmål aranesiska (en gasconsk variant av occitanska). Sångerna på skivorna och hennes konserter är egna kompositioner, och till egna texter.
Sedan 2019 är hon även lokalpolitiker, som ledamot av kommunfullmäktige i Bausen, den nordligaste av de nio kommunerna i Vall d'Aran.

## Diskografi
- Eth paradís ei en tu (2015)
- Henerècla (2018)